# L'Histoire des canaux de Yanagawa
Pour plus de détails, voir Fiche technique et Distribution.
L'Histoire des canaux de Yanagawa (柳川堀割物語, Yanagawa horiwari monogatari) est un documentaire réalisé par Isao Takahata en 1987. Il sort au Japon le 15 août de cette même année.

## Synopsis
Ce documentaire explique le système de canaux du vieux village de Yanagawa. Il s'agit d'un système complexe servant à la fois pour l'irrigation, la défense militaire et la prévention des inondations.

## Fiche technique
- Titre : L'Histoire des canaux de Yanagawa
- Titre original : 柳川堀割物語 (Yanagawa horiwari monogatari)
- Réalisation : Isao Takahata
- Scénario : Isao Takahata
- Musique : Michio Mamiya
- Photographie : Somai Takahashi
- Production : Hayao Miyazaki
- Société de production : Studio Ghibli
- Pays :  Japon
- Genre : Documentaire
- Durée : 167 minutes
- Dates de sortie : 
  -  Japon : 1987

## Production
Il s'agit de la première incursion dans le documentaire et le cinéma en prises de vue réelle pour Isao Takahata et Hayao Miyazaki (qui officie ici en tant que producteur exécutif). Il intègre plusieurs séquences animées pour illustrer des explications techniques.